# (34605) 2000 US
2000 US (asteroide 34605) é um asteroide da cintura principal. Possui uma excentricidade de 0,11126290 e uma inclinação de 10,09935º.
Este asteroide foi descoberto no dia 21 de outubro de 2000 por Korado Korlević em Visnjan.